# Бретонский клуб

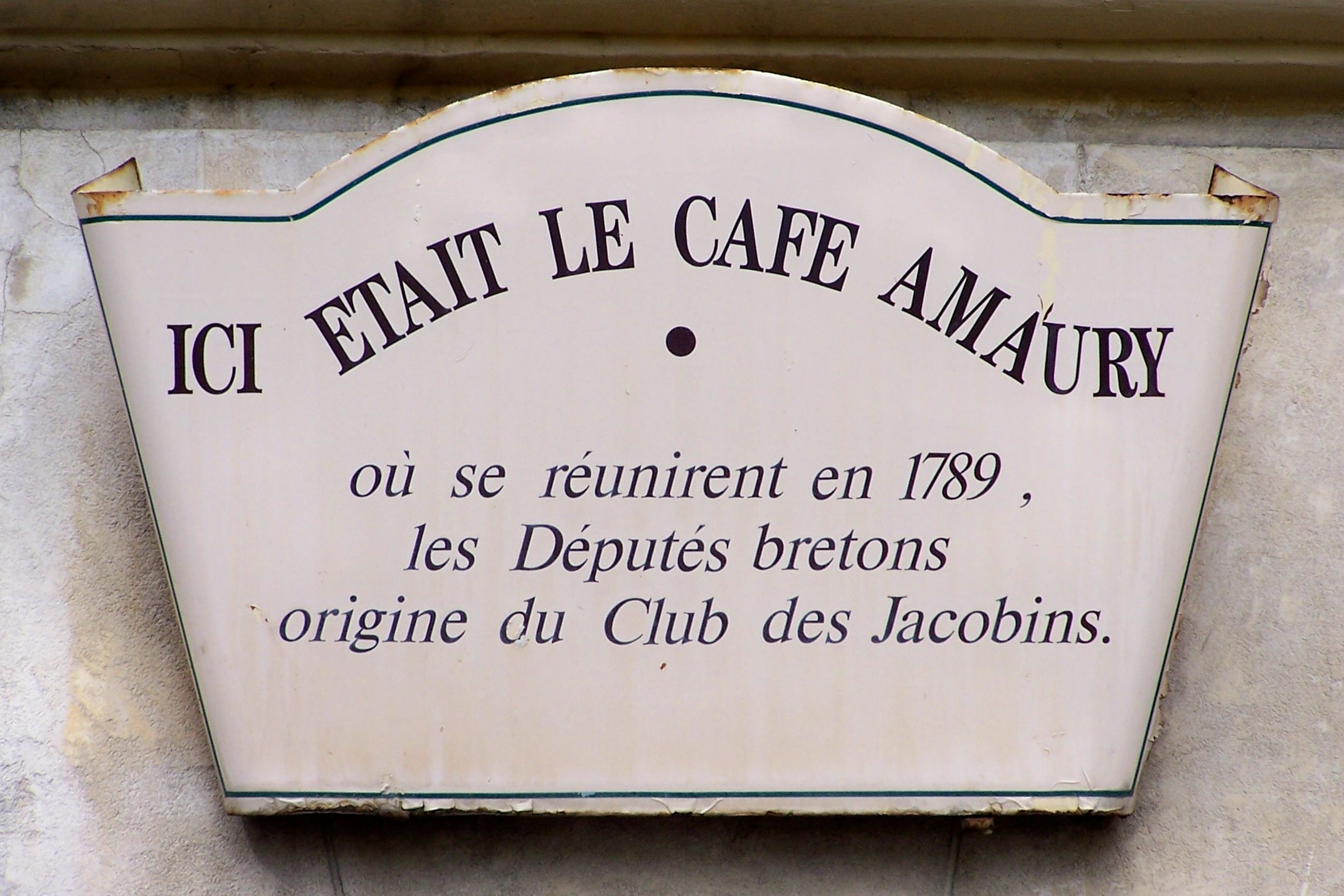
Памятный знак о проводившихся здесь собраниях Бретонского клуба на фасаде бывшего кафе «Амори» в Версале

«Бретонский клуб» (фр. Club breton) — французский политический клуб, из которого вырос Якобинский клуб в эпоху Революции в 1789 году.
Начался с совещаний, устроенных несколькими депутатами третьего сословия Бретани по прибытии их в Версаль на генеральные штаты ещё до их открытия. Собрания проходили в кафе «Амори» (Amaury) по адресу авеню Сен-Клу, 36 (de St. Cloud, 36) в Версале. Инициатива этих совещаний приписывается д’Эннебону и де Понтиви, принадлежавшим к числу наиболее радикальных депутатов своей провинции. 
Вскоре в этих совещаниях приняли участие депутаты бретонского духовенства и депутаты других провинций, державшиеся разных направлений: Сийес и Мирабо, герцог д'Эгийон и Робеспьер, аббат Грегуар, Барнав и Петион. 
Влияние этой частной организации дало себя сильно почувствовать в критические дни 17 и 23 июня. Когда король и Национальное собрание перебрались в Париж, Бретонский клуб распался, но бывшие его члены стали снова собираться сначала в парижском частном доме, потом в нанятом ими помещении в монастыре якобинских монахов (Доминиканского ордена) близ манежа, где заседало национальное собрание. В заседаниях принимали участие и некоторые из монахов; поэтому роялисты прозвали членов клуба в насмешку «якобинцами», сами же они приняли наименование «Общества друзей конституции». 